# 播但鉄道
播但鉄道（ばんたんてつどう）は、現在の西日本旅客鉄道（JR西日本）播但線の大部分（後の飾磨港 - 新井間）を建設、運営した日本の私設鉄道。
兵庫県の播磨地方と但馬地方を結ぶ鉄道として建設されたが、1903年に山陽鉄道に路線及び附属物件が譲渡され、山陽鉄道の国有化と同時に官営鉄道（国有鉄道）の一部となった。

## 歴史

### 前史
1876年（明治9年）、現在の姫路市飾磨と生野銀山の間には生野鉱山寮馬車道が整備されたが、1887年（明治20年）内藤利八、浅田貞次郎ら地元の数名が馬車鉄道で結ぶ計画を兵庫県知事に提出、「生野ヨリ（中略）飾磨港ニ達スル」経路で鉱山と港を連絡する意図で将来は蒸気鉄道にする計画であった。
この頃、舞鶴を目指す鉄道計画が、播丹鉄道（飾磨－生野－福知山－舞鶴）をはじめ、京鶴鉄道（後に京都鉄道となる、京都－園部－舞鶴）、摂丹鉄道（尼崎－福知山－舞鶴）、舞鶴鉄道（大阪－池田－園部－山家－舞鶴）、舞鶴鉄道（大阪－池田－綾部－舞鶴）、南北鉄道（加古川－氷上－舞鶴）と6社が出願したものの、乱立および計画不十分によりいずれも却下された。
ここに見える播丹鉄道と地元資本による馬車鉄道の関係は資料によって異なるが、生野の馬車鉄道は蒸気動力に変更、飾磨に至る鉄道として、東京の藤田高之らを発起人として1889年（明治22年）10月18日に敷設の出願がなされた。しかし、その免許は遅れ1892年（明治25年）7月に再出願となった。仮免許は1893年（明治26年）2月、敷設免許は同年6月30日であった。
長期保留の理由として、他の同種の既成路線に徴してもこの路線が短小なため独立経営が困難で、山陽鉄道と協議するよう試みたが協議が整うまでに至らず、その間の1892年に成立した鉄道敷設法により建設線に該当することになったため、私設鉄道での建設には議会の議決が必要になったこと、そのため申請の手続きが必要になったことが理由とされる。さらに経済情勢の変化もあり、発起人にも他の鉄道の経営状態を知るなど事情の変化があると思われるので再度手続きをさせて、建設の意志を確かめるためだったという。

### 設立から譲渡まで

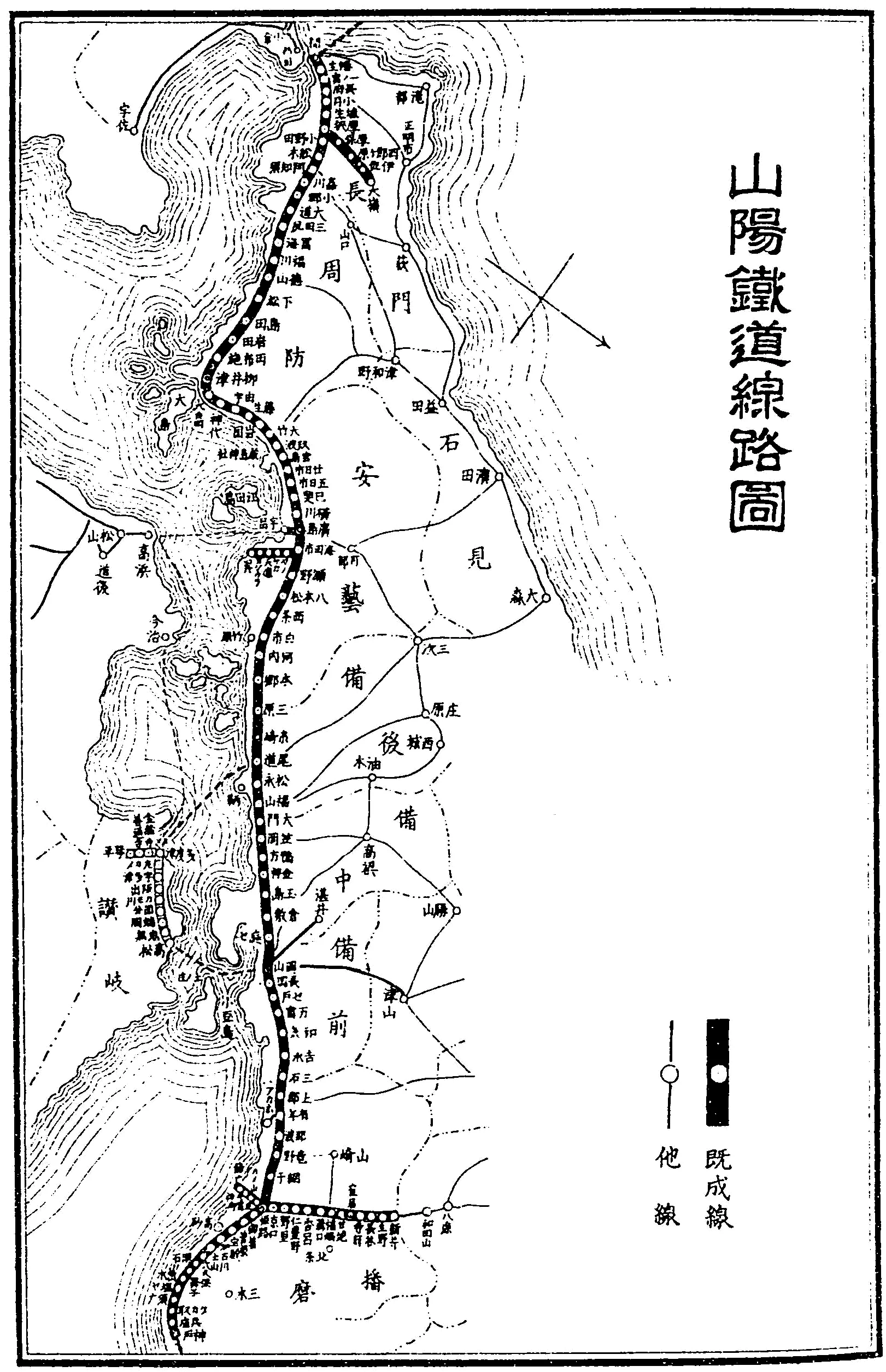
山陽鉄道株式会社 1906年の路線図。買収された播但鉄道会社線が掲載される。

播但鉄道の設立は1893年（明治26年）で資本金は当初100万円、のち180万円であった。本社は、初め東京市京橋区（現中央区の一部）日吉町に設置されたが、1893年（明治26年）9月には姫路の西魚町に移され、東京には出張所が置かれた。本社はその後さらに飾磨郡国衙村に移転している。
1894年（明治27年）7月26日に姫路－寺前間で開業し、1895年（明治28年）4月7日には当初計画の飾磨－生野間が全通した。
和田山への敷設の仮免許は1894（明治27年）7月、本免許が1896年（明治29年）5月に下付された。そしてさらに1894年（明治27年）7月には、兵庫県津居山（現在の豊岡市、円山川の河口付近）への延長を出願した。この延長も京都鉄道、但馬鉄道との競願になったが、1896年（明治29年）5月に仮免許、翌年8月に本免許が下付された。
しかしこの後の経営は免許前の井上勝の具申書で予想されたように苦しく、生野－新井間の工事に着手したものの、工事が難航した区間が多く、新株での増資が十分に行えなかったため、社債で本工事を完遂させることで開通させた。この結果、播但鉄道は莫大な負債を負い、おりからの不況も相まって経営状況は悪化した。
そのため、1901年8月に新井まで開通した段階で建設を中止した。さらに1902年には、和田山-津居山間の敷設免許を返納し、1903年3月には山陽鉄道と売却の仮契約を結び、播但鉄道は解散が決定した。払込資本金113万円、社債86万円に対して、山陽鉄道の年利6%の社債140万円が交付された。1903年5月30日に引き継がれた線路設備は路線35M57C、機関車6両、客車26両、貨車82両であった。
その後、新井－和田山間は山陽鉄道によって建設され、1906年に開業した。同年12月1日、鉄道国有法により山陽鉄道は国有化され、飾磨－和田山間は官営鉄道の一部となり、後に播但線と名称が定められた。播但線を延伸する形で敷設された山陰本線の東部分、当時の山陰東線と合わせて陰陽連絡路線の一つが完成した。

## 年表
距離は『日本国有鉄道百年史』第4巻による。
- 1887年（明治20年）11月5日 内藤利八、浅田貞次郎ら生野飾磨間馬車鉄道敷設願を知事に提出
- 1888年（明治21年）5月31日 馬車鉄道認可
- 1889年（明治22年）10月18日 飾磨－生野間の蒸気鉄道敷設を出願
- 1893年（明治26年）3月8日 鉄道敷設の仮免許
  - 5月30日 測量が完了し、鉄道敷設の免許出願
  - 6月30日 鉄道敷設の本免許
  - 7月 会社設立
- 1894年（明治27年）2月 飾磨－生野敷設工事開始
  - 7月 生野－和田山の仮免許
  - 7月26日 姫路－寺前19M0C開業[24]
- 1895年（明治28年）1月15日 寺前－長谷4M0C開業[24]
  - 4月13日 長谷－生野間、姫路－飾磨間、運転開業免許[25]
  - 4月17日[26] 長谷－生野5M5C、姫路－飾磨（後の飾磨港）3M31C開業
- 1896年（明治29年）5月23日 生野－和田山の敷設本免許
  - 5月 和田山－津居山の仮免許
- 1896年（明治29年）8月　実測により改マイル 54C減
- 1897年（明治30年）8月25日 和田山－津居山間の本免許
- 1899年（明治32年）5月 生野－和田山間の工事竣工期間経過により免許返納
  - 7月 生野－和田山間の仮免許取得
  - 10月30日 生野－和田山間の本免許
- 1901年（明治34年）8月29日 生野－新井5M15C開業、生野駅移転により改マイル 20C減
- 1902年（明治35年）3月10日 和田山－津居山間の工事竣工期間経過により免許返納
- 1903年（明治36年）5月31日 播但鉄道解散
- 1903年（明治36年）6月1日 山陽鉄道による営業開始
- 1906年（明治39年）4月1日 新井－和田山8M48C開業、播但線全線開通
  - 12月1日 山陽鉄道国有化

## 歴代社長
創業から解散まで4人を数えた。
1. 藤田高之：1894年9月まで
2. 牟田口元学：1895年12月まで
3. 鹿島秀麿：1898年3月まで
4. 内藤利八：解散まで

## 車両

### 蒸気機関車
L1形 - 1－3
米ボールドウィン 1893年製
車軸配置2-6-2 (1C1) タンク機
山陽鉄道形式23 (113－115)
鉄道院3300形
L2形 - 4, 5
米ボールドウィン 1896年製
車軸配置2-4-2 (1B1) タンク機
山陽鉄道形式21 (1, 2)
鉄道院200形
L3形 - 6
米ピッツバーグ 1897年製
車軸配置2-6-2 (1C1) タンク機
山陽鉄道形式24 (116)
鉄道院3400形
3両購入予定だったが、予定番号7, 8は来着後ただちに南海鉄道に譲渡

## 路線
開業区間 (35M57C)
飾磨駅 - 天神駅 - 亀山駅 - 豆腐町駅 - 姫路駅 - 京口駅 - 野里駅 - 仁豊野駅 - 香呂駅 - 溝口駅 - 福崎駅 - 甘地駅 - 鶴居駅 - 寺前駅 - 長谷駅 - 生野駅 - 新井駅